# Гордіївка (зупинний пункт)
Горді́ївка — пасажирський залізничний зупинний пункт Козятинської дирекції Південно-Західної залізниці розташований на двоколійній електрифікованій змінним струмом лінії Шепетівка — Бердичів.
Розташований у селі Гордіївка Романівського району Житомирської області між станціями Печанівка (5 км) та Разіне (6 км).
На зупинному пункті зупиняються приміські поїзди.